# 宮城県農業高等学校秋保校
宮城県農業高等学校秋保校（みやぎけん のうぎょうこうとうがっこうあきうこう）は、宮城県仙台市太白区秋保町にあった県立高等学校。

## 設置学科
- 全日制課程
  - 普通科

## 沿革
- 1948年（昭和23年） - 宮城県農業高等学校定時制課程秋保分校農業科として設置・開校。
- 1949年（昭和24年） - 農業科を廃止し、普通科に改編。
- 1954年（昭和29年） - 全日制普通科に改編。
- 1995年（平成7年） - 「宮城県農業高等学校秋保校秋保校」に改称。
- 2007年（平成19年） - 生徒募集を停止。
- 2009年（平成21年） - 閉校。